# Anson Mount
Anson Mount, all'anagrafe Anson Adams Mount IV (White Bluff, 25 febbraio 1973), è un attore statunitense, noto per aver interpretato i personaggi di Freccia Nera nel Marvel Cinematic Universe e di Christopher Pike nel franchise di fantascienza Star Trek.

## Biografia
Figlio unico, è nato da Anson Adams Mount II, uno scrittore di cronaca sportiva, morto quando Anson aveva 13 anni, e Nancy Smith, giocatrice professionista di golf. Ha iniziato la propria carriera alla Dickson County High School a Dickson, in Tennessee. Ha partecipato in seguito a The Death and Life of Sneaky Fitch e a Harvey. Si è laureato alla University of the South e possiede un MFA in recitazione alla Columbia University.
Deve la sua fama all'interpretazione del film di John Ottman, Urban Legend - Final Cut, nel 2000. Nell'anno 2002 diventa uno dei protagonisti del film Crossroads - Le strade della vita, di Tamra Davis, recitando al fianco di Britney Spears.
Nel corso della sua carriera ha preso parte a diverse serie televisive quali Sex and the City, Squadra emergenza, Ally McBeal, CSI: Miami, Lost, Law & Order - I due volti della giustizia, Smallville e Red Widow.
Nel 2003 è uno dei protagonisti della serie Line of Fire, interpretando la parte di Roy Ravelle, ruolo che ricopre fino al 2004.
Nel 2006 è uno dei protagonisti della serie televisiva Conviction, dove interpreta il ruolo di Jim Steele. La serie verrà cancellata dopo una sola stagione. Nel 2012 recita al fianco di Jason Statham, nel film di Boaz Yakin, Safe. Sempre nello stesso anno diventa uno è uno dei protagonisti del film Code Name: Geronimo, di John Stockwell. 
Dal 2011 al 2016 interpreta il ruolo di protagonista nella serie Hell on Wheels, impersonando Cullen Bohannon.
Nel 2017 entra nel cast della serie televisiva del Marvel Cinematic Universe Inhumans nei panni del sovrano degli Inumani, Freccia Nera, ruolo che ha poi ripreso in una sua variante e componente degli Illuminati della Terra-838 nel film Doctor Strange nel Multiverso della Follia (2022), diretto da Sam Raimi.
Nel 2018 entra nel cast della seconda stagione di Star Trek: Discovery, sesta serie televisiva live-action del franchise di fantascienza Star Trek, dove interpreta il capitano Christopher Pike dell'astronave USS Enterprise NCC-1701. Ruolo che riprende in seguito nel 2019 nella seconda stagione della serie antologica Star Trek: Short Treks, spin-opff di Discovery, nei primi tre episodi Q&A, The Trouble with Edward e Ask Not, ambientati a bordo dell'Enterprise, durante la prima missione quinquennale del capitano Pike. Riprende ancora una volta la parte nel 2022, nella successiva serie Star Trek: Strange New Worlds, anch'essa spin-off della seconda stagione di Discovery, da cui prende le mosse, ambientata durante la seconda missione quinquennale del capitano Pike (2259-2264), prima della missione quinquennale del capitano James T. Kirk, di cui la serie rappresenta il prequel.
Nel 2021 partecipa anche al franchise di Batman della DC Comics, prestando la voce al Cavaliere Oscuro nel film d'animazione Injustice, diretto da Matt Peters.

## Filmografia parziale

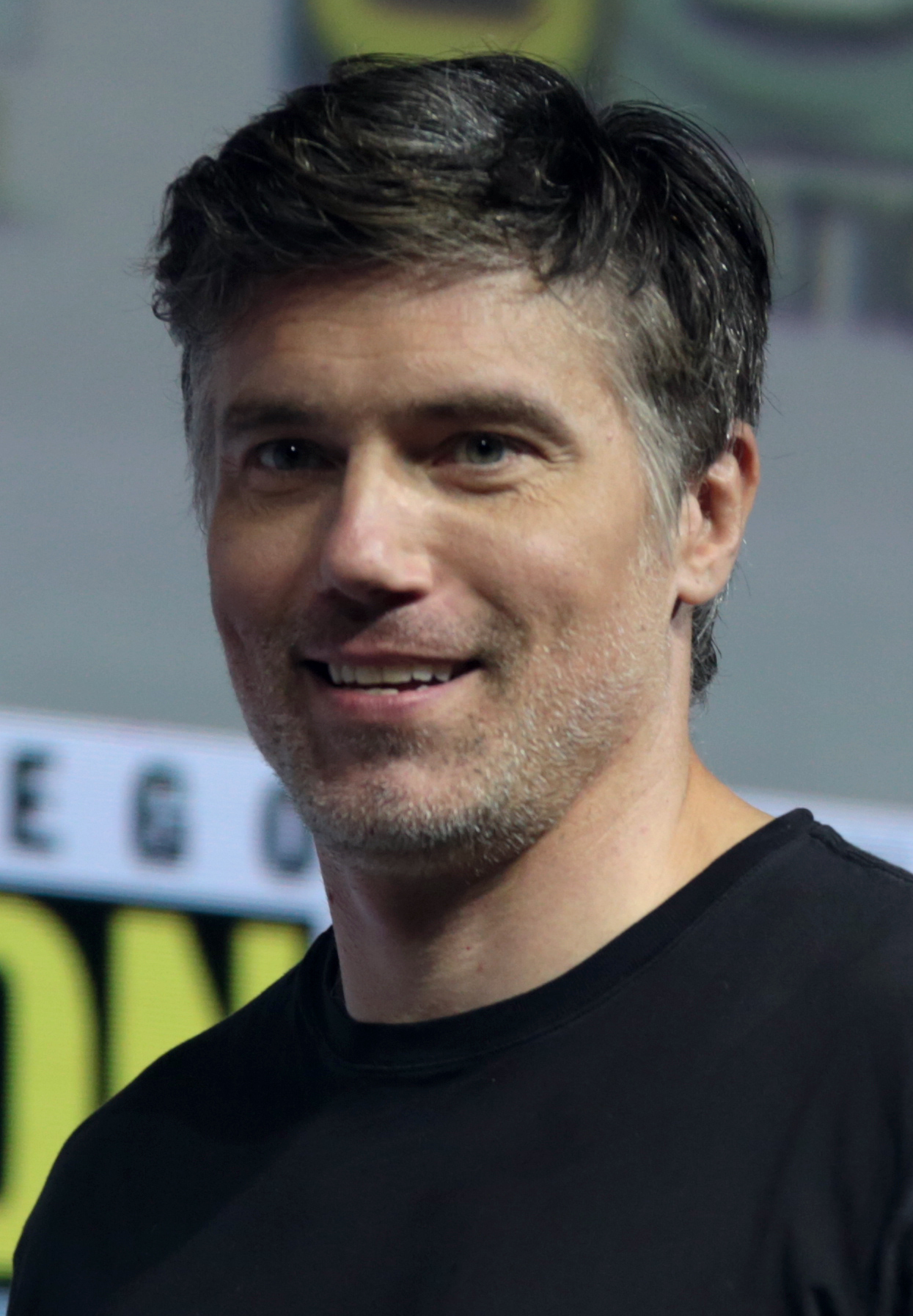
Anson Mount nel 2018

### Attore

#### Cinema
- 1 km da Wall Street (Boiler Room), regia di Ben Younger (2000)
- Urban Legend - Final Cut (Urban Legends: Final Cut), regia di John Ottman (2000)
- Tully, regia di Hilary Birmingham (2000)
- Crossroads - Le strade della vita (Crossroads), regia di Tamra Davis (2002)
- Colpevole d'omicidio (City by the Sea), regia di Michael Caton-Jones (2002)
- Poolhall Junkies, regia di Mars Callahan (2002)
- La battaglia di Shaker Heights (The Battle of Shaker Heights), regia di Efram Potelle, Kyle Rankin (2003)
- The Warrior Class, regia di Alan Hruska (2004)
- In Her Shoes - Se fossi lei (In Her Shoes), regia di Curtis Hanson (2005)
- All the Boys Love Mandy Lane, regia di Jonathan Levine (2006)
- Walk the Talk, regia di Shirley Barrett (2006)
- Hood of Horror, regia di Stacy Title (2006)
- Privacy Policy, regia di J. August Richards (2007)
- The Two Mr. Kissels, regia di Ed Bianchi (2008)
- Cook County, regia di David Pomes (2009)
- Burning Palms, regia di Christopher Landon (2009)
- Straw Dogs, regia di Rod Lurie (2011)
- Hick, regia di Derick Martini (2011)
- Safe, regia di Boaz Yakin (2012)
- Code Name: Geronimo, regia di John Stockwell (2012)
- Non-Stop, regia di Jaume Collet-Serra (2014)
- The Forger - Il falsario (The Forger), regia di Philip Martin (2014)
- Supremacy - La razza eletta (Supremacy) , regia di Deon Taylor (2014)
- Mr. Right, regia di Paco Cabezas (2015)
- Visions, regia di Kevin Greutert (2015)
- Sicario - Ultimo incarico (The Virtuoso), regia di Nick Stagliano (2021)
- Doctor Strange nel Multiverso della Follia (Doctor Strange in the Multiverse of Madness), regia di Sam Raimi (2022)

#### Televisione
- Ally McBeal - serie TV, episodio 2x17 (1999)
- Sex and the City – serie TV, episodio 2x17 (1999)
- Squadra emergenza (Third Watch) - serie TV, 5 episodi (2000-2001)
- Smallville - serie TV, episodio 2x19 (2003)
- Line of Fire - serie TV, 13 episodi (2003-2004)
- CSI: Miami - serie TV, episodio 2x21 (2004)
- The Mountain - serie TV, 13 episodi (2004-2005)
- Lost - serie TV, episodio 2x01 (2005)
- Conviction - serie TV, 13 episodi (2006)
- Law & Order - I due volti della giustizia (Law & Order) - serie TV, episodio 17x14 (2007)
- The Cure, regia di Danny Cannon - film TV (2007)
- Dollhouse - serie TV, episodio 1x04 (2009)
- Hell on Wheels - serie TV, 57 episodi (2011-2016)
- Red Widow - serie TV, episodio 1x01 (2013)
- Inhumans – serie TV, 8 episodi (2017)
- Star Trek: Discovery – serie TV, 14 episodi (2019)
- Star Trek: Strange New Worlds - serie TV, 30 episodi (2022-2025)

### Doppiatore
- PsychoBreak - videogioco (2014) - Sebastian Castellanos
- Injustice, regia di Matt Peters (2021) - Batman
- Dota: Dragon's Blood - serie animata, 7 episodi (2021-2022) - Kaden

## Doppiatori italiani
Nelle versioni in italiano delle opere in cui ha recitato, Anson Mount è stato doppiato da:
- Christian Iansante in Crossroads - Le strade della vita, Hell on Wheels, Sicario - Ultimo incarico
- Riccardo Rossi in Urban Legend - Final Cut, Line of fire
- Francesco Bulckaen in The Mountain, Conviction
- Marco Vivio in Star Trek: Discovery, Star Trek: Strange New Worlds
- Claudio Colombo in Ally McBeal
- Alessandro Quarta in Sex and the City
- Giorgio Borghetti in Smallville
- Oreste Baldini in CSI: Miami
- Massimo Rossi in Law & Order - I due volti della giustizia
- Francesco Prando in Dollhouse
- Fabio Boccanera in Safe
- Lorenzo Scattorin in Code Name: Geronimo
- Alberto Bognanni in Non-Stop
- Roberto Draghetti in Inhumans